# Adopt a Revolution
Adopt a Revolution ist eine in Deutschland gegründete Initiative des gemeinnützigen Vereins about change e.V., der seit 2011 die Zivilgesellschaft in Syrien unterstützt. Die Organisation wurde im Kontext des Arabischen Frühlings und des Syrischen Bürgerkriegs von deutschen und syrischen Aktivisten ins Leben gerufen. Ihr Ziel ist es, durch praktische Solidarität lokale Initiativen in Syrien zu fördern und die deutsche Öffentlichkeit über die Situation im Land aufzuklären.

## Geschichte
Adopt a Revolution wurde im Herbst 2011 gegründet, nachdem der Politikwissenschaftler Elias Perabo während einer Reise durch Syrien erste Kontakte zu lokalen Aktivisten geknüpft hatte. Angesichts der eskalierenden Gewalt durch das syrische Regime entwickelte sich die Idee, eine Brücke zwischen der syrischen Zivilgesellschaft und Unterstützern im Ausland zu schlagen. Perabo sowie Ferdinand Dürr, die beide vorher vor allem in der Klimabewegung aktiv gewesen waren, und der syrische Aktivist Aktham Abazid gründeten den Trägerverein about change e.V. in Leipzig.

## Arbeit und Ziele
Adopt a Revolution sammelt Spendengelder und leitet diese auf oft komplexen Wegen über Netzwerke syrischer Aktivisten in das Land weiter, unter anderem über die Lokalen Koordinationskomitees, die sich für Demokratie, Menschenrechte und gesellschaftlichen Wandel einsetzen. Unterstützer in Deutschland sollten durch Patenschaften für syrische Bürgerkomitees und gezielte Spendenaktionen eine direkte Verbindung zum Aufstand herstellen. Mit den Geldern werden Internetanschlüsse, Kommunikationsgeräte, Schulprojekte und Traumazentren unterstützt.
Außerdem betreibt die Initiative Öffentlichkeitsarbeit in Deutschland, um auf die Lage der Zivilbevölkerung in Syrien aufmerksam zu machen. Mit dem Format Talking about the Revolution werden geflüchtete syrische Aktivisten dabei unterstützt, sich in Debatten in Deutschland einzubringen. Vereinsgründer Elias Perabo und weitere Teammitglieder treten regelmäßig als Experten auf Podien, in der Bundespressekonferenz oder in Medien auf.
Die Organisation betont ihre Fokussierung auf den unbewaffneten Widerstand. Sie distanziert sich von militärischen Akteuren und konzentriert ihre Unterstützung auf zivilgesellschaftliche Strukturen, die trotz der gewaltsamen Eskalation im Land bestehen.
Bis 2014 hatte Adopt a Revolution nach eigenen Angaben rund 600.000 Euro an Spendengeldern gesammelt und damit über 30 lokale Gruppen in Syrien unterstützt. Der Verein wurde unter anderem durch die Heinrich-Böll-Stiftung und die Deutsche Gesellschaft für Internationale Zusammenarbeit gefördert.

## Kritik
In der deutschen Friedensbewegung und Teilen der Linken stieß der Verein teilweise auf Kritik, etwa wegen seiner klaren Positionierung gegen das Assad-Regime und russische Militärinterventionen.